# Estação Tanquinho
A Estação Tanquinho é uma estação de trem no município de Campinas, mantida pela Associação Brasileira de Preservação Ferroviária, como parte da Viação Férrea Campinas-Jaguariúna, uma linha turística com locomotivas a vapor.

## História[1]
A estação de Tanquinho substituiu uma estação homônima, construída em 1880, quando da mudança do traçado da linha-tronco da Mogiana. Sua utilidade estava no embarque de café e gado das fazendas da região e na lavagem dos vagões que carregavam o gado. Em 1973, a estação foi desativada. A partir de 1981, a ABPF reativou a estação, utilizando-a como parada.